# Annelis Schreiber
Annelis Schreiber (o Anneliese) (1927-2010) fue una botánica alemana, que trabajó académicamente en el "Botanische Staatssammlung" de Múnich.
Realizó extensas expediciones botánicas en Italia.

## Algunas publicaciones
- 1963. Die Gattung Zygophyllum L. in Südwestafrika
- 1965. Report on the Progress of the "Prodromus of the flora of south West Africa."
- 1973. Nachtrag i zu den Familien 58-60 (leguminosae) im Prodromus einer flora von Südwestafrika
- 1974. Die gattung Fagonia (Zygophyllaceae) in Südwestafrika
- 1974. Über die identitat von Lebeckia elongata Hutch. (Papilionaceae-Genisteae).

### Libros
- 1954. Entwicklungsstudien an Blüten und Blütenständen der Ulmaceen. 114 p.

- gustav Hegi, karl-heinz Rechinger, annelis Schreiber. 1957. Flora von Mitteleuropa, Volumen 1, Volumen 6 de Illustrierte Flora von Mitteleuropa : zum Gebrauch in den Schulen und zum Selbstunterricht. E. Hanser. 452 p.

- -------, -------. 1958. Dicotyledones (V. Teil) v. 1; v 6 de Illustrierte Flora von Mitteleuropa : zum Gebrauch in den Schulen und zum Selbstunterricht. E. Hanser. 544 p.

- hannes Hertel, annelis Schreiber. 1988. Die Botanische Staatssamlung München 1813-1988: (eine Übersicht die Sammlungsbestände). 432 p.

## Honores

### Eponimia
- (Zygophyllaceae) Roepera schreiberiana (Merxm. & Giess) Beier & Thulin[3]

- La abreviatura «A.Schreib.» se emplea para indicar a Annelis Schreiber como autoridad en la descripción y clasificación científica de los vegetales.[4]